# Phanacis hypochoeridis
Phanacis hypochoeridis är en stekelart som först beskrevs av Jean-Jacques Kieffer 1887.  Phanacis hypochoeridis ingår i släktet Phanacis och familjen gallsteklar. Inga underarter finns listade i Catalogue of Life.